# Ezequiel Lavezzi
Ezequiel Iván Lavezzi (Villa Gobernador Gálvez, 3 de maio de 1985) é um ex-futebolista argentino que atuava como atacante.

## Carreira

### Infância e primeiros anos
Quando novo, Lavezzi já tinha grande vontade de se tornar jogador, mas enquanto isso não acontecia, ele vivia assistindo e torcendo pelo seu time, o Rosario Central.
Desde cedo, seu talento era reconhecido, tendo jogado nos times inferiores do Boca Juniors dos seus dez aos dezoito anos. Em 2003, Lavezzi se transferiu para o Estudiantes (BA) da 1ª B Metropolitana Argentina, onde realizou 39 partidas, anotando 17 gols.

### San Lorenzo
Após uma breve passagem pelo Genoa, da Itália, onde não chegou a atuar, em 2004 Lavezzi foi emprestado ao San Lorenzo, um dos grandes do futebol argentino. Em Almagro começaria a despontar. Em seu primeiro campeonato pelo Ciclón, no Apertura 2004, Lavezzi marcou seis gols, terminando como o quarto melhor artilheiro do campeonato. Devido a esse belo desempenho, o San Lorenzo abriu seus cofres e o comprou em definitivo por 1,2 milhões de euros.
Em 2005 anotou oito gols, sendo novamente o quarto artilheiro do campeonato. Foi campeão do Clausura 2007, marcando dois gols na vitória do Ciclón contra o Boca Juniors na La Bombonera, que os deixou mais perto do título. Na última partida, contra o Arsenal de Sarandí, Lavezzi contribui com duas assistências e um gol no jogo do título.

### Napoli
Após a bela campanha pelo San Lorenzo, muitos times demonstraram interesse em contratá-lo. O Napoli, time italiano aonde Diego Maradona atou nos anos 1980 e que tinha conseguido recentemente a volta à Serie A, depois de terminar como vice-campeão da temporada anterior na Serie B, fora o mais disposto a desbancar os seis milhões de euros para contar com o atacante em 2007. Lavezzi assinou um contrato de cinco anos no dia 5 de julho de 2007 e escolheu a camisa 7. Logo no seu começo, El Pocho já mostrou o que sabia fazer. Saindo do banco, entrou e marcou três gols na virada napolitana contra o Pisa por 3 a 1. Após 14 anos, o Napoli tinha um jogador fazendo três gols em apenas um jogo. Seu primeiro gol pelo Campeonato Italiano aconteceu na esmagadora vitória do Napoli por 5 a 0 contra a Udinese, no dia 2 de setembro de 2007. Após essa partida, a imprensa italiana o chamou de "Inspiração", e dizia também que uma nova estrela Napolitana havia nascido. O Napoli não ganhava com tal margem de gols desde 1988, quando ainda contava com Maradona na equipe.

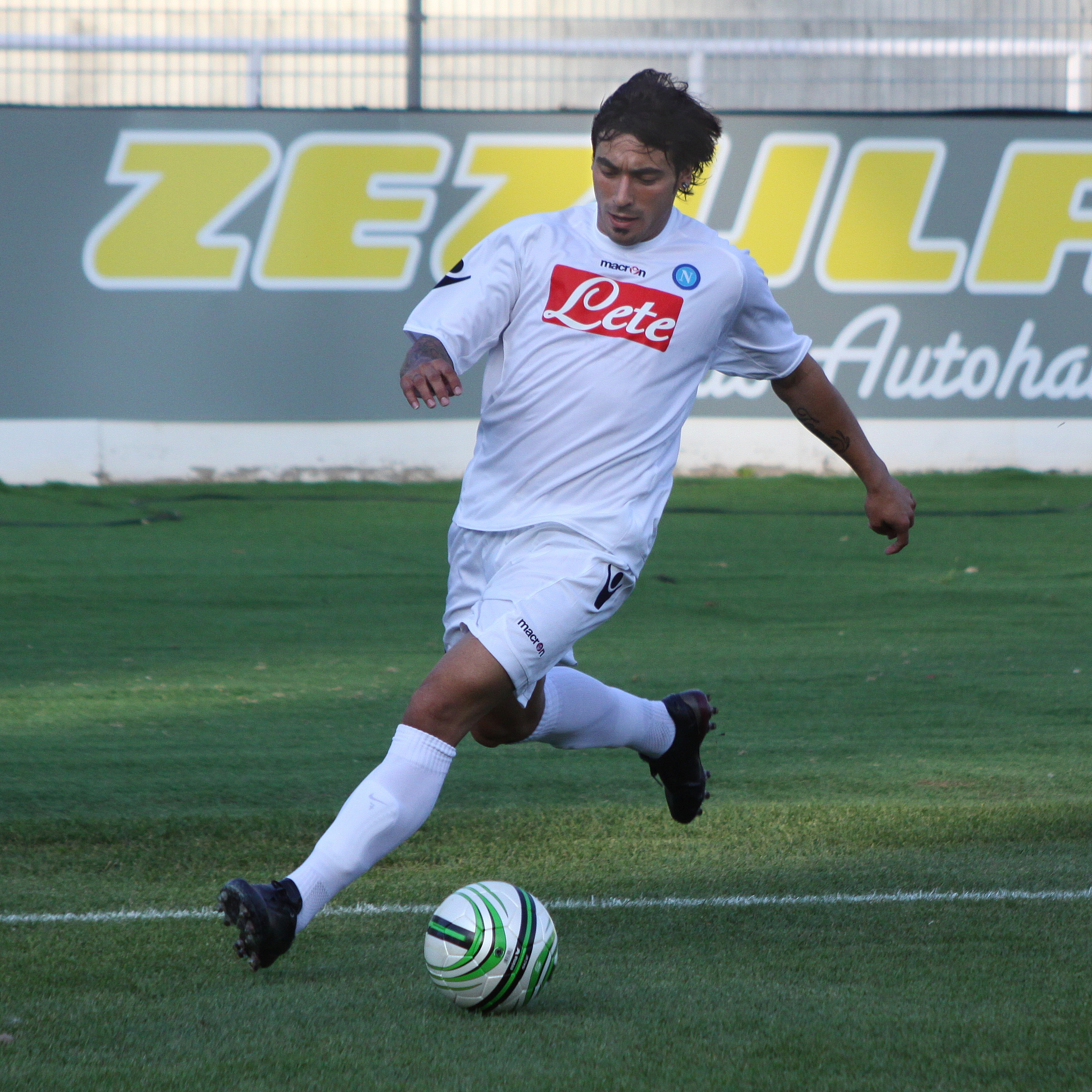
Lavezzi atuando pelo Napoli em 2009

O atacante completou a temporada 2007–08 com oito gols em 35 jogos. Teve um desempenho pior na temporada 2008–09, quando marcou sete gols em 30 jogos. Já na temporada 2009–10, ele marcou oito gols em 30 jogos, mas perdeu cerca de 10 partidas devido às lesões. Por conta disso, Lavezzi ficou de fora por um bom tempo na temporada 2010–11. Na mesma temporada, o atacante marcou dois gols na Liga Europa da UEFA, contra o IF Elfsborg e o Liverpool, respectivamente. Já pela Serie A, o argentino marcou seis vezes e ainda deu 12 assistências. Pela Copa da Itália, marcou apenas um gol contra o Bologna.
Lavezzi marcou seu primeiro gol na temporada 2011–12 no dia 10 de setembro, em uma vitória por 3 a 1 sobre o Cesena, abrindo o placar aos 3 minutos, após receber lançamento do zagueiro Hugo Campagnaro. Na ocasião, o argentino foi nomeado "Homem do Jogo". Já na rodada seguinte, deu assistência para seu companheiro de ataque Edinson Cavani marcar de voleio e definir a vitória do Napoli por 2 a 0 contra a Udinese, no dia 26 de outubro. Pouco antes da pausa de inverno, Lavezzi teve mais uma boa atuação e deu a assistência para um dos gols de Cavani, em uma vitória de 4 a 2 contra o Lecce.
No dia 17 de fevereiro de 2012, o Napoli venceu a Fiorentina por 3 a 0, com Lavezzi fechando o placar aos 90 minutos depois de um chute de fora da área. Quatro dias depois, ele marcou seus dois primeiros na Liga dos Campeões em uma vitória de 3 a 1 contra o Chelsea. No domingo seguinte, 26 de fevereiro, Lavezzi marcou o único gol do jogo em que o Napoli derrotou a Internazionale e subiu para o quinto lugar na Serie A.
Contra o Parma no dia 4 de março, Lavezzi recebeu aos 41 minutos do segundo tempo, e embora parecesse estar em posição de impedimento, marcou o gol que deu a vitória ao time napolitano. Já no dia 9 de março, marcou de pênalti e deu uma assistência na goleada de 6 a 3 contra o Cagliari. O argentino marcou seu nono gol na Serie A em uma derrota por 3 a 1 para a Atalanta, no dia 11 de abril, depois de receber de Goran Pandev e finalizar de carrinho contra a meta de Andrea Consigli. Despediu-se do clube em junho, afirmando que carregaria uma enorme afeição pelo Napoli.

### Paris Saint-Germain
No dia 2 de julho de 2012, acertou sua transferência para o Paris Saint-Germain por quatro temporadas, após o clube francês pagar aproximadamente 30 milhões de euros. No dia 11 de agosto, Lavezzi fez sua estreia contra o Lorient com um empate por 2 a 2, na partida de abertura da Ligue 1 da temporada de 2012–13. Seus dois primeiros gols para o PSG foram no dia 21 de novembro, na Liga dos Campeões, segurando a classificação contra o Dínamo de Kiev em uma vitória por 2 a 0 fora de casa.
Fez um gol na vitória de 2 a 1 contra o Porto, em um chute dentro da área após falha do brasileiro Helton. Marcou mais um gol contra o Évian, em uma vitória por 4 a 0 no Parc des Princes. Já no dia 11 de dezembro, contra o Valenciennes, Lavezzi marcou o quarto gol do PSG depois de um hat-trick de Zlatan Ibrahimović, em mais uma goleada por 4 a 0.
Em março de 2013, o argentino marcou o gol que garantiu o empate do Paris Saint-Germain contra o Valencia por 1 a 1, levando sua equipe para às quartas-de-final da Liga dos Campeões. Já no dia 6 de maio, deu assistência para o zagueiro Alex marcar no empate com o Valenciennes por 1 a 1, perdendo a chance de ficar muito próximo do título francês antecipado.

### Hebei China Fortune
No dia 17 de fevereiro de 2016, perto do fim do contrato com o PSG, Lavezzi foi anunciado como novo reforço do Hebei China Fortune. O valor pago pelos chineses foi de 5,5 milhões de euros (25 milhões de reais) para adquirir o jogador antes do fim do contrato. Na China, El Pocho foi um dos jogadores mais bem pagos do mundo, e em duas temporadas de contrato recebeu 29 milhões de euros (131 milhões de reais).

### Aposentadoria
Anunciou oficialmente a sua aposentadoria dos gramados no dia 14 de dezembro de 2019, aos 34 anos de idade, por meio de uma postagem no Instagram.

## Seleção Nacional

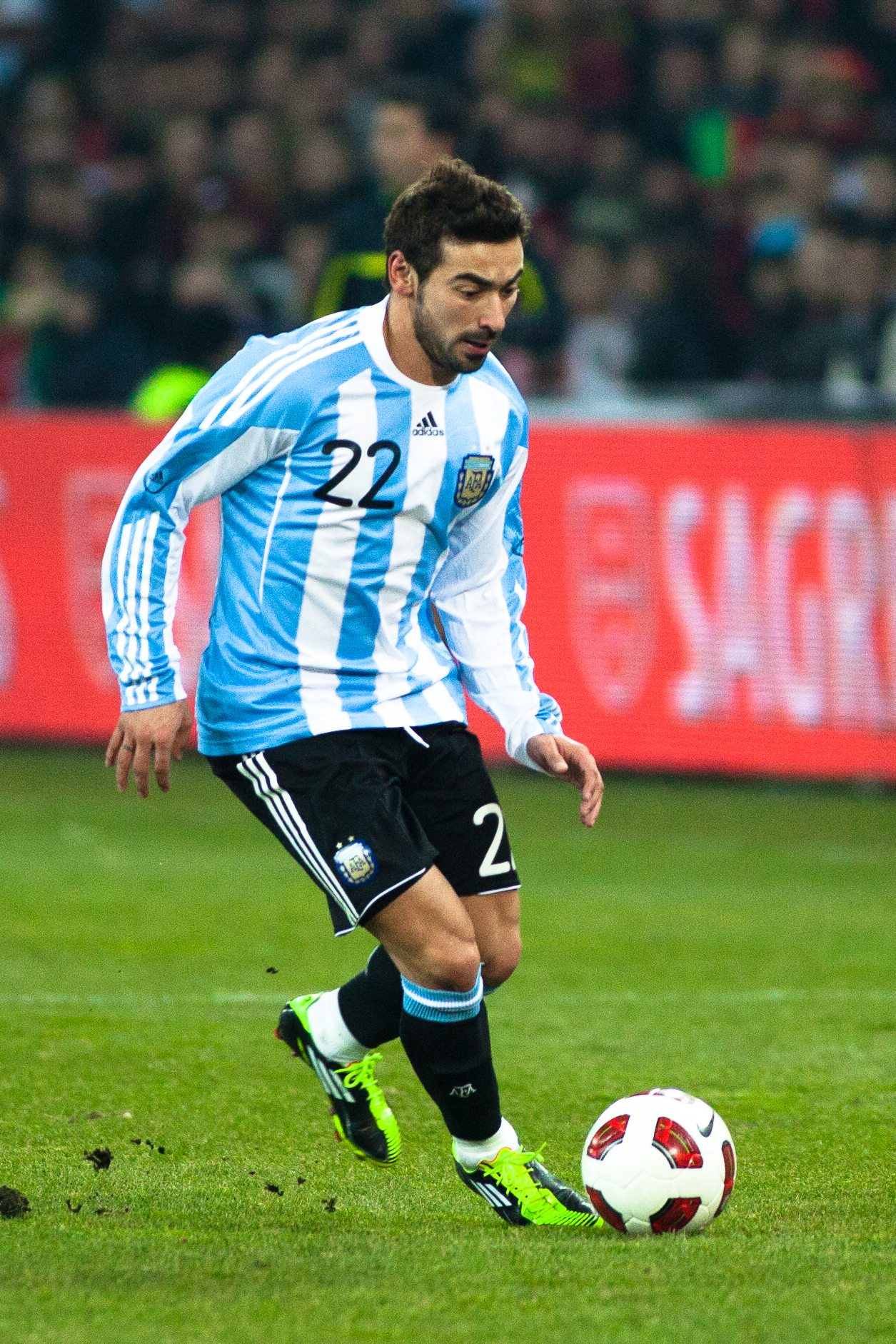
Lavezzi na Seleção Argentina em 2011

Lavezzi teve poucas chances na Seleção Argentina. Sua estreia aconteceu contra o Chile, no dia 18 de abril de 2007. Ainda teve mais uma oportunidade de 45 minutos, na derrota da Argentina contra a Austrália.
Em 2008, Lavezzi foi selecionado para a Seleção Olímpica que representou a Argentina nas Olimpíadas de 2008. Durante os Jogos Olímpicos, ele marcou dois gols, um contra a Austrália no dia 10 de agosto de 2008, e uma penalidade contra a Sérvia em 13 de agosto de 2008. Lavezzi também apareceu nos minutos finais da prorrogação contra a Nigéria, em um jogo Argentina venceu por 1 a 0.
Disputou a Copa América de 2011 como titular sob o comando do treinador Sergio Batista. Três anos depois, foi convocado por Alejandro Sabella para a Copa do Mundo FIFA de 2014, realizada no Brasil. O atacante atuou em seis partidas, sendo titular em quatro delas, inclusive na final, mas não marcou nenhum gol e viu a Argentina ficar com o vice.

### Estatísticas
| Seleção   | Ano   | Jogos | Gols |
| --------- | ----- | ----- | ---- |
| Argentina | 2007  | 2     | 0    |
| Argentina | 2008  | 1     | 0    |
| Argentina | 2009  | 3     | 0    |
| Argentina | 2010  | 3     | 0    |
| Argentina | 2011  | 7     | 2    |
| Argentina | 2012  | 4     | 0    |
| Argentina | 2013  | 8     | 2    |
| Argentina | 2014  | 9     | 0    |
| Argentina | 2015  | 11    | 3    |
| Argentina | 2016  | 3     | 2    |
| Total     | Total | 51    | 9    |

| #  | Data                   | Local                   | Adversário     | Placar | Resultado | Competição                             |
| -- | ---------------------- | ----------------------- | -------------- | ------ | --------- | -------------------------------------- |
| 1. | 20 de junho de 2011    | Buenos Aires, Argentina | Albânia        | 1–0    | 4–0       | Amistoso                               |
| 2. | 11 de novembro de 2011 | Buenos Aires, Argentina | Bolívia        | 1–1    | 1–1       | Eliminatórias da Copa do Mundo de 2014 |
| 3. | 11 de outubro de 2013  | Buenos Aires, Argentina | Peru           | 1–1    | 3–1       | Eliminatórias da Copa do Mundo de 2014 |
| 4. | 11 de outubro de 2013  | Buenos Aires, Argentina | Peru           | 2–1    | 3–1       | Eliminatórias da Copa do Mundo de 2014 |
| 5. | 4 de setembro de 2015  | Houston, Estados Unidos | Bolívia        | 1–0    | 7–0       | Amistoso                               |
| 6. | 4 de setembro de 2015  | Houston, Estados Unidos | Bolívia        | 3–0    | 7–0       | Amistoso                               |
| 7. | 13 de novembro de 2015 | Buenos Aires, Argentina | Brasil         | 1–0    | 1–1       | Eliminatórias da Copa do Mundo de 2018 |
| 8. | 14 de junho de 2016    | Seattle, Estados Unidos | Bolívia        | 2–0    | 3–0       | Copa América Centenário                |
| 9. | 21 de junho de 2016    | Houston, Estados Unidos | Estados Unidos | 1–0    | 4–0       | Copa América Centenário                |

## Vida pessoal
Em outubro de 2009, Ezequiel Lavezzi, junto com seu irmão Diego, criou a Associação Civil Filhos do Sul (Ansur), uma organização sem fins lucrativos que atende crianças de uma forma holística e tweens na necessidade de Villa Gobernador Gálvez, província de Santa Fé, Argentina.

## Títulos
San Lorenzo
- Campeonato Argentino: 2007 (Clausura)

Napoli
- Copa da Itália: 2011–12

Paris Saint-Germain
- Ligue 1: 2012–13, 2013–14, 2014–15 e 2015–16
- Supercopa da França: 2013
- Copa da Liga Francesa: 2013–14 e 2014–15
- Copa da França: 2014–15

Seleção Argentina Sub-23
- Jogos Olímpicos: 2008